# Winburg
Winburg é uma pequena cidade agrícola no distrito de Lejweleputswa, na província do Estado Livre, na África do Sul.
É a cidade mais antiga proclamado (1837) no Estado Livre de Orange, na África do Sul e, assim, juntamente com Griquatown, um dos mais antigos assentamentos na África do Sul localizados ao norte do rio Orange.
Winburg está situada entre o rio Orange e o rio Vaal, ao lado da Estrada Nacional N1, que liga Cape Town com Joanesburgo. A cidade mais próxima, Bloemfontein, fica a 120 km de distância.